# Andrzej Hahn
Andrzej Hahn (ur. 6 grudnia 1954) – polski hokeista, grający na pozycji bramkarza.

## Kariera klubowa
- Pomorzanin Toruń (1971-1976)
- Legia Warszawa (1976-1979)
- ŁKS Łódź (1979-1991)

W trakcie kariery określany pseudonimami Muppet.